# Kapitolinska museerna
Kapitolinska museerna (italienska Musei Capitolini)  är ett museum på kullen Capitolium i Rom.
Museet, som snart varit öppet i trehundra år, räknas som världens äldsta offentliga museum. Samlingarna består till största del av antika skulpturer.

## Bakgrund
Kommunen Roms konstsamlingar, som öppnades för allmänheten 1734, är inhysta i tre byggnader. Palazzo Senatorio, som även är säte för stadsstyrelsen, byggdes ursprungligen på 1100-talet på lämningarna av den antika byggnaden Tabularium, men modifierades av Michelangelo då han 1536–1546, på uppdrag av påve Paulus III, skapade Piazza del Campidoglio. Även Palazzo dei Conservatori, som är uppfört på ruinerna av det antika Jupitertemplet, är en medeltida byggnad som ombyggts av Michelangelo. Palazzo Nuovo, den yngsta av de tre byggnaderna, stod färdig 1654 men är uppförd enligt Michelangelos ritningar för Palazzo dei Conservatori. 

## Skulpturer i urval

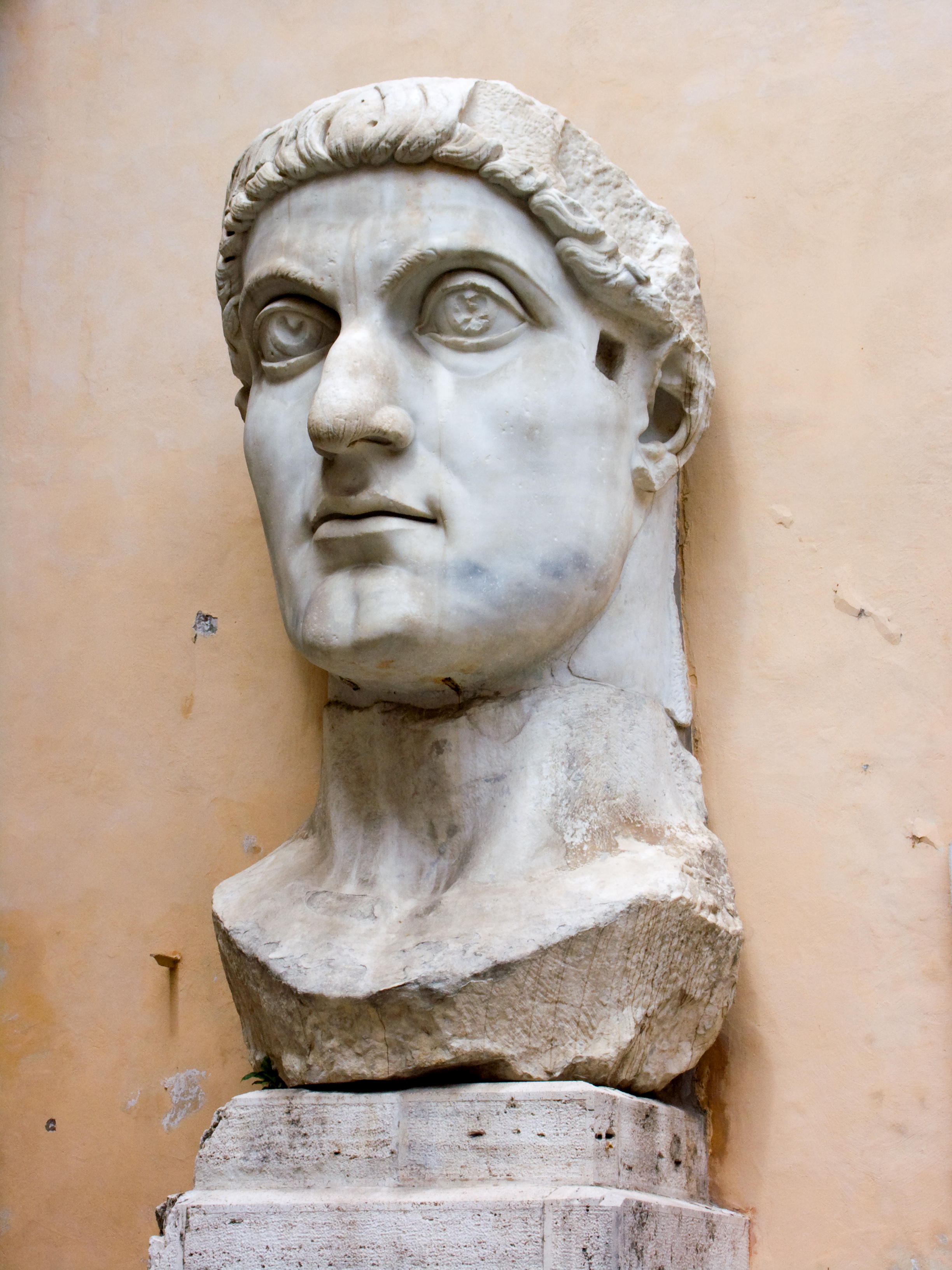
Konstantin den stores kolossalstaty.
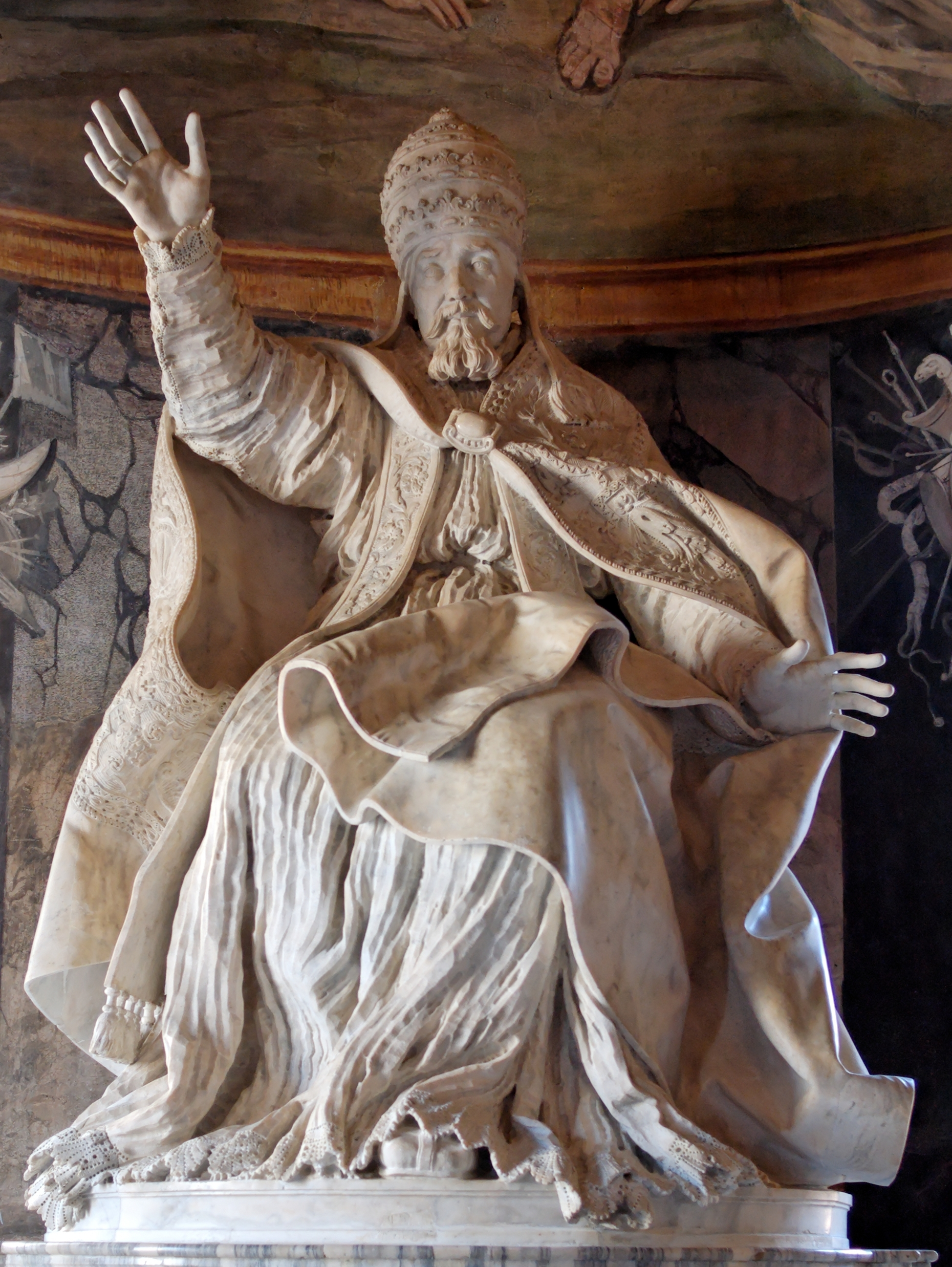
Påve Urban VIII:s staty, utförd av Bernini.
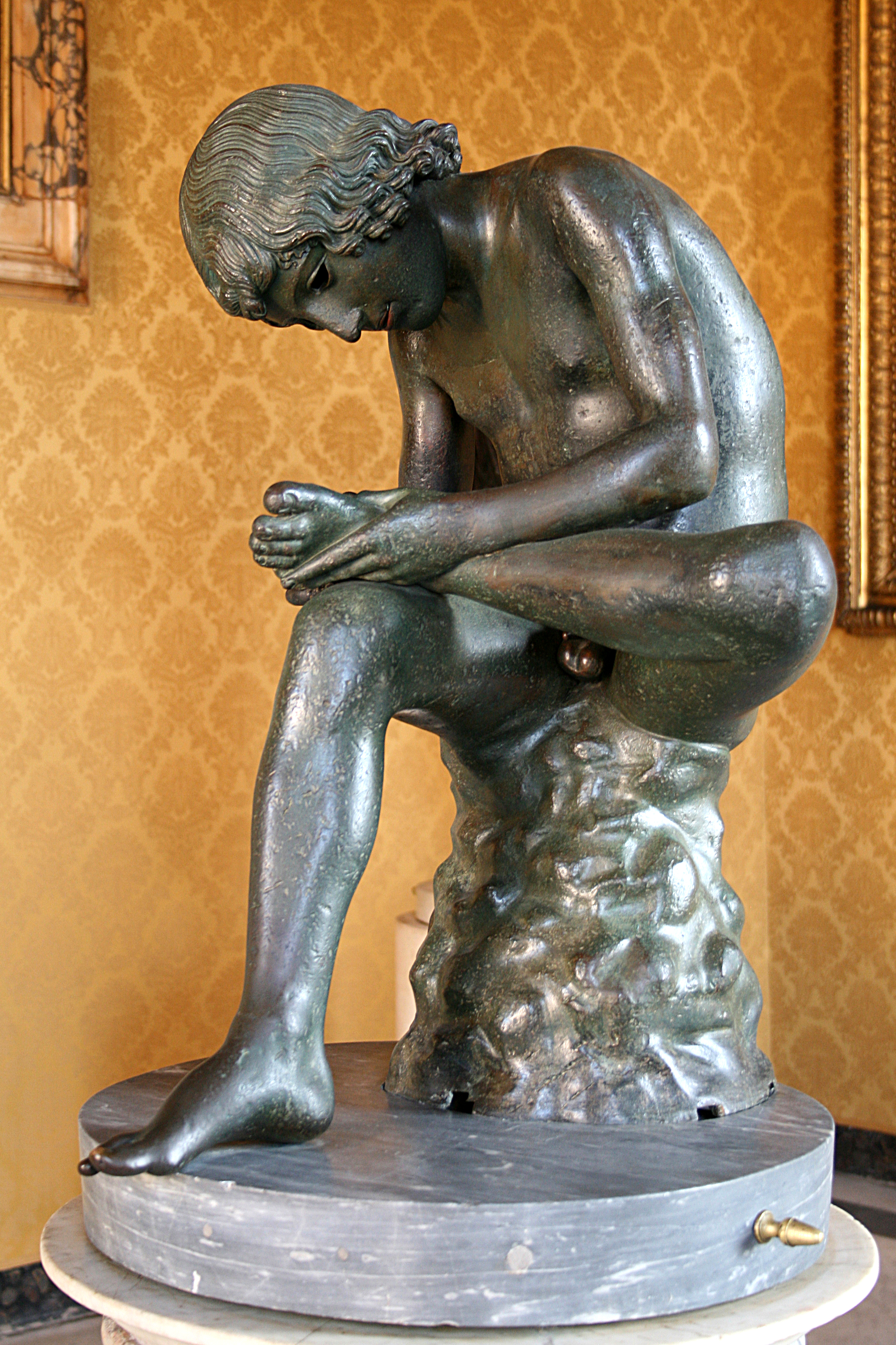
Törnutdragaren.
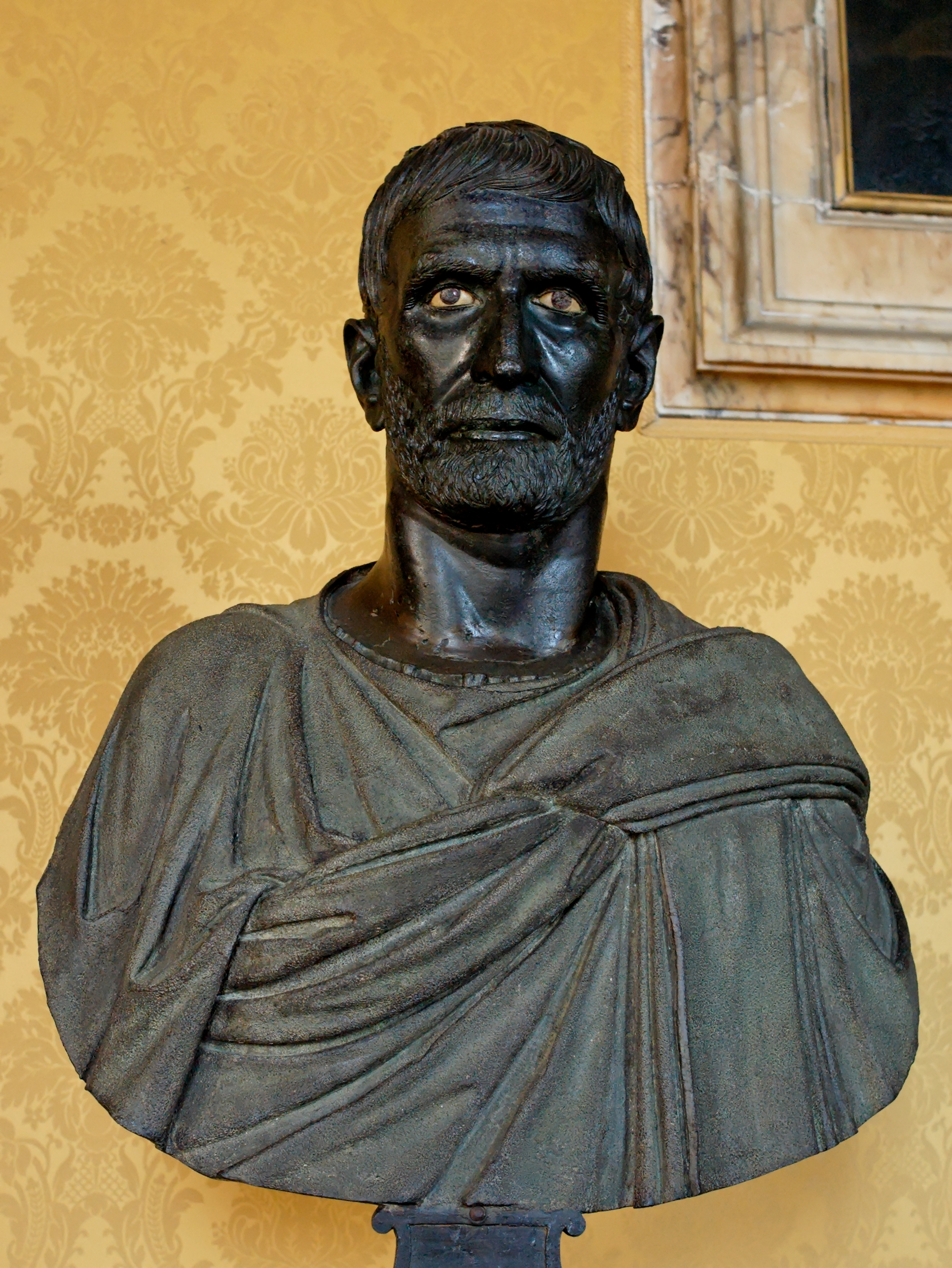
Byst föreställande Lucius Junius Brutus.
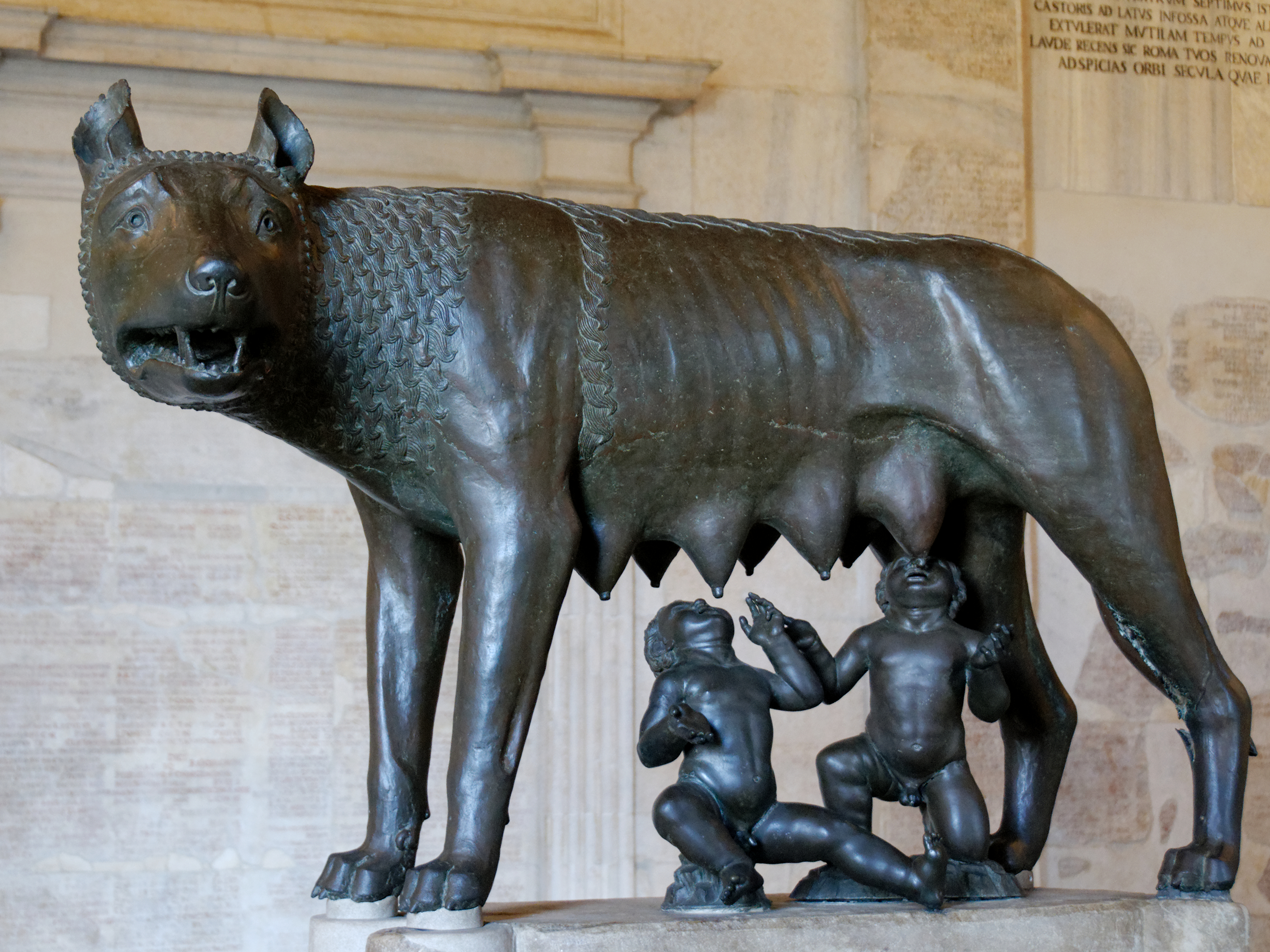
Den kapitolinska varginnan med de diande Romulus och Remus.
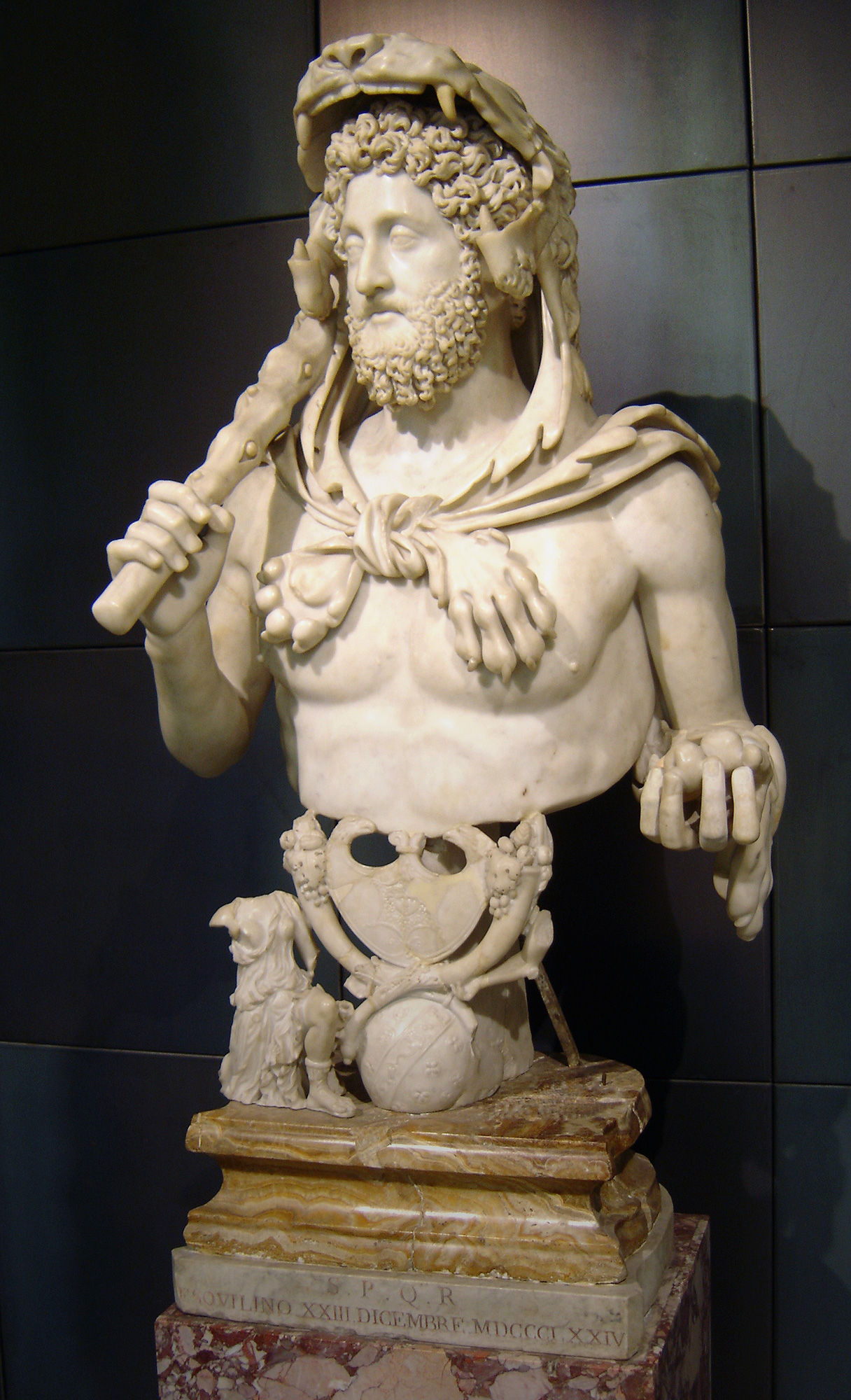
Kejsar Commodus som Herkules.
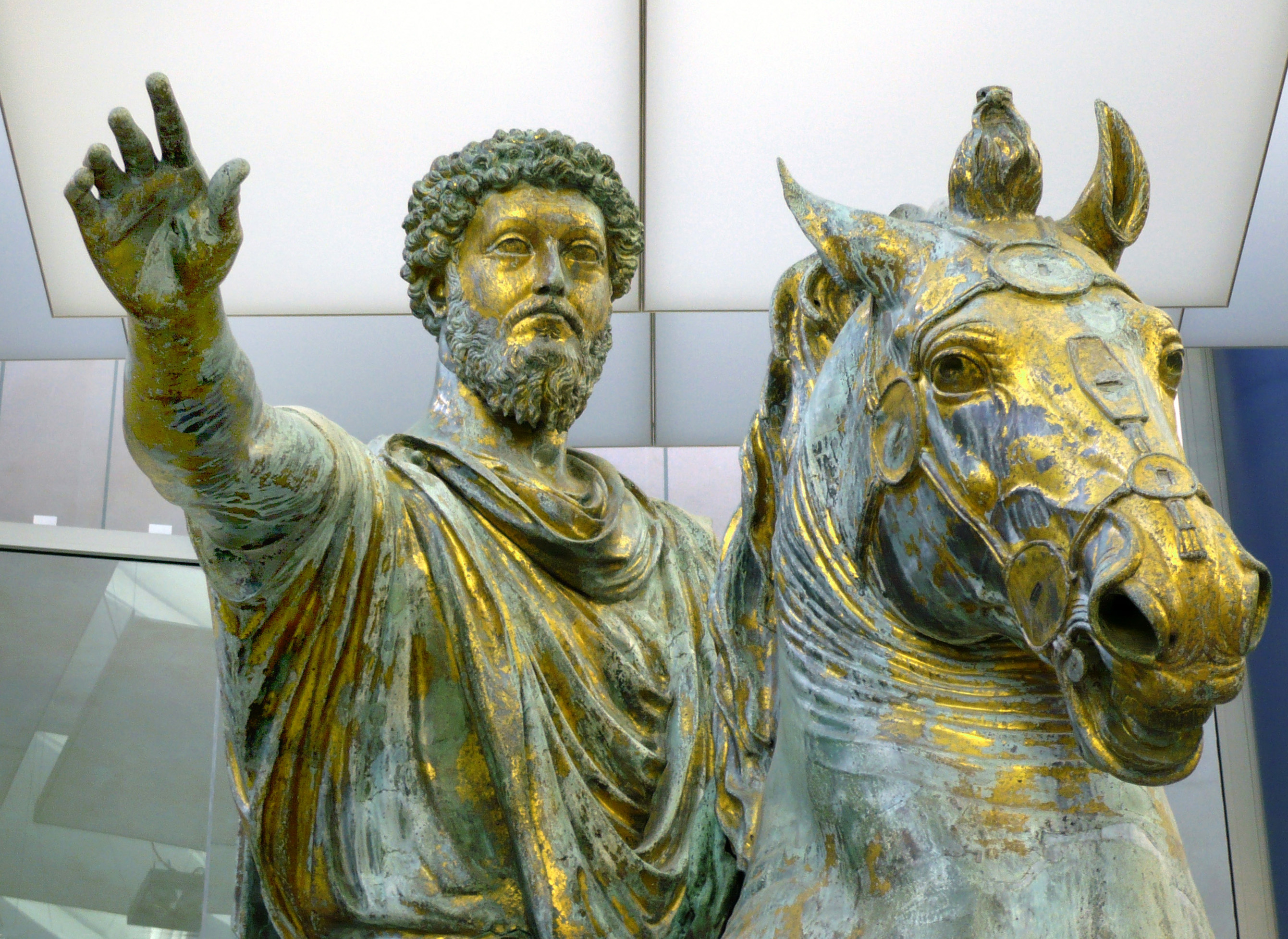
Marcus Aurelius ryttarstaty.
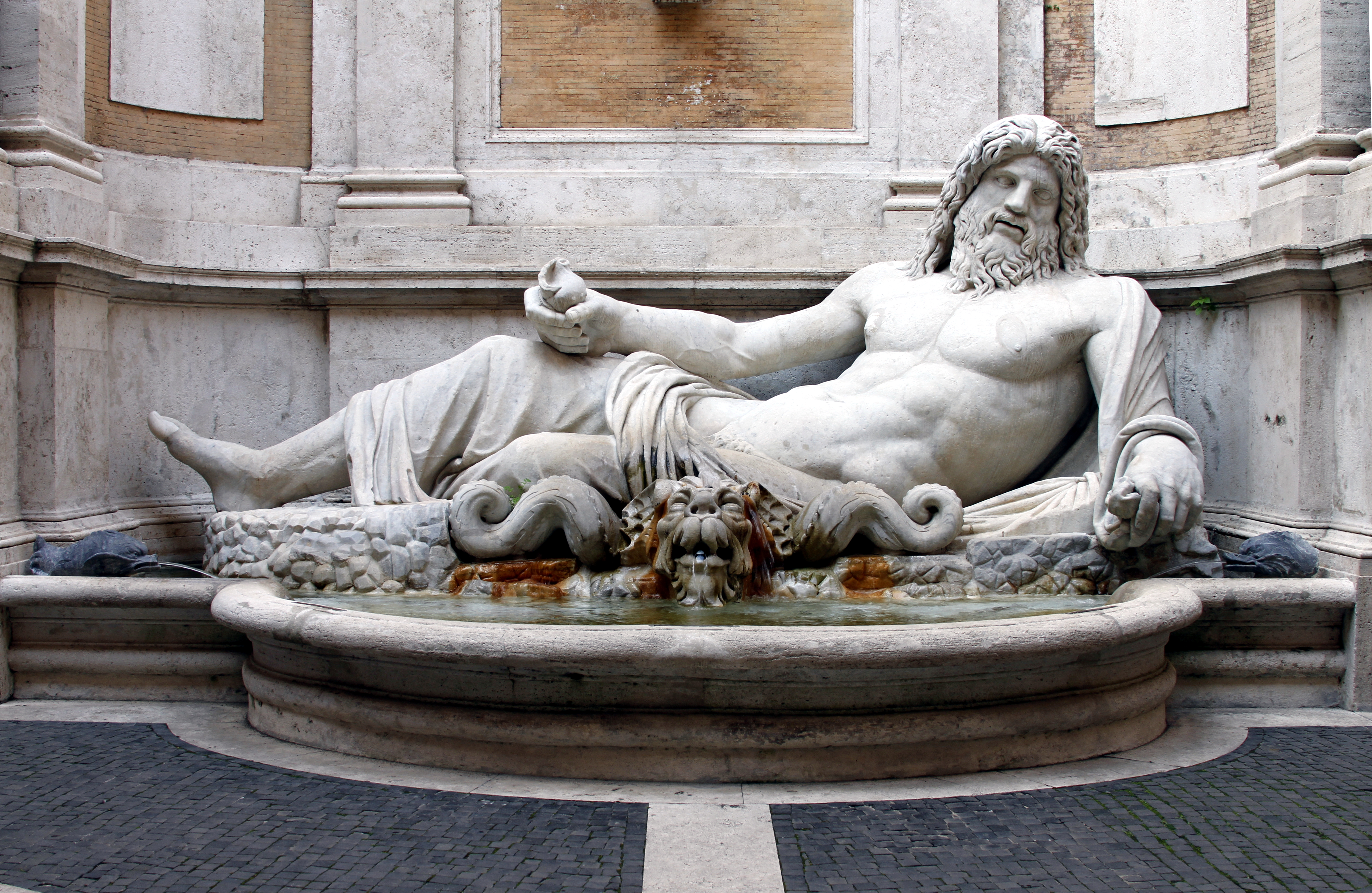
Marforio.
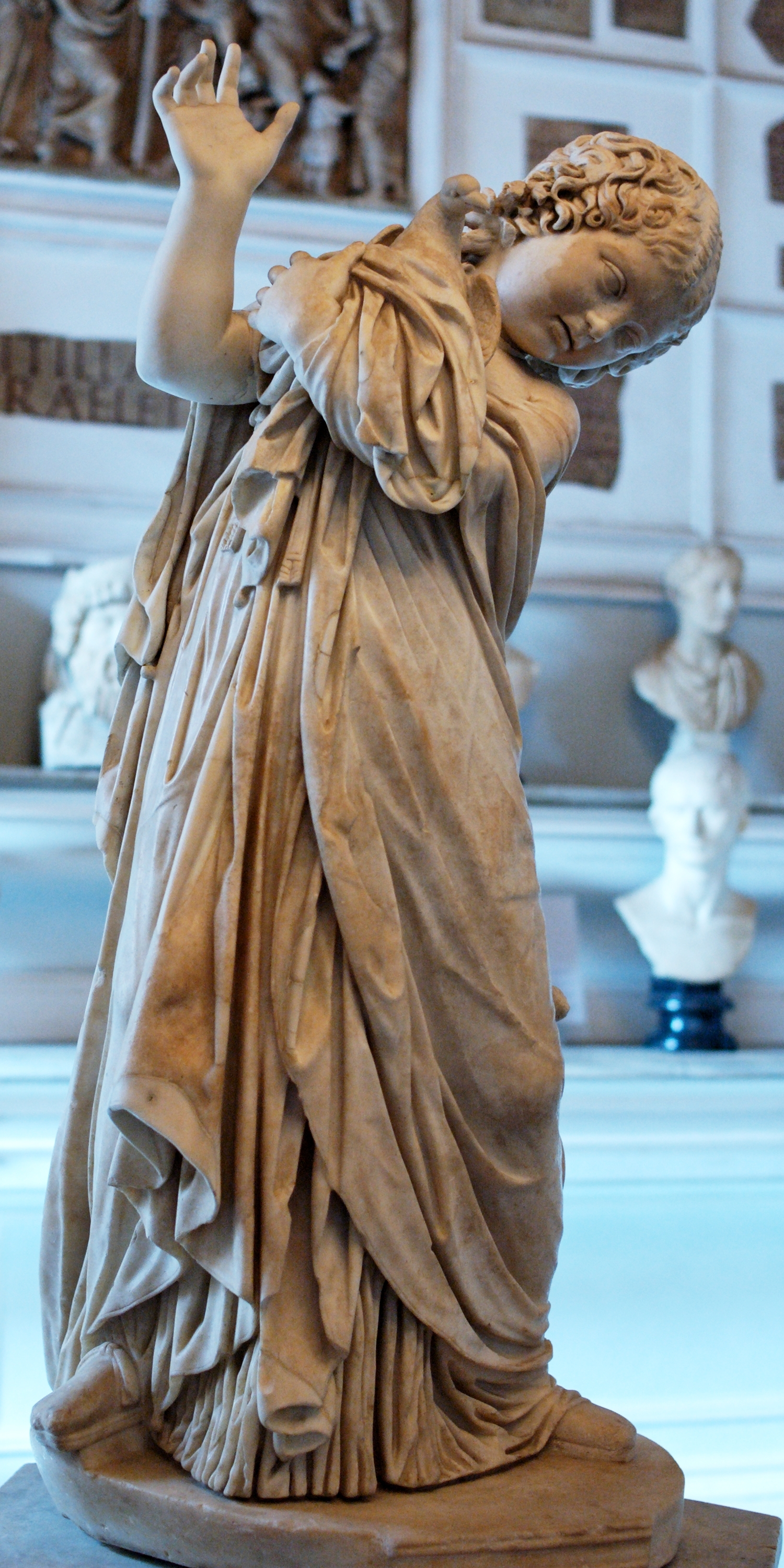
Flickan med duvan.
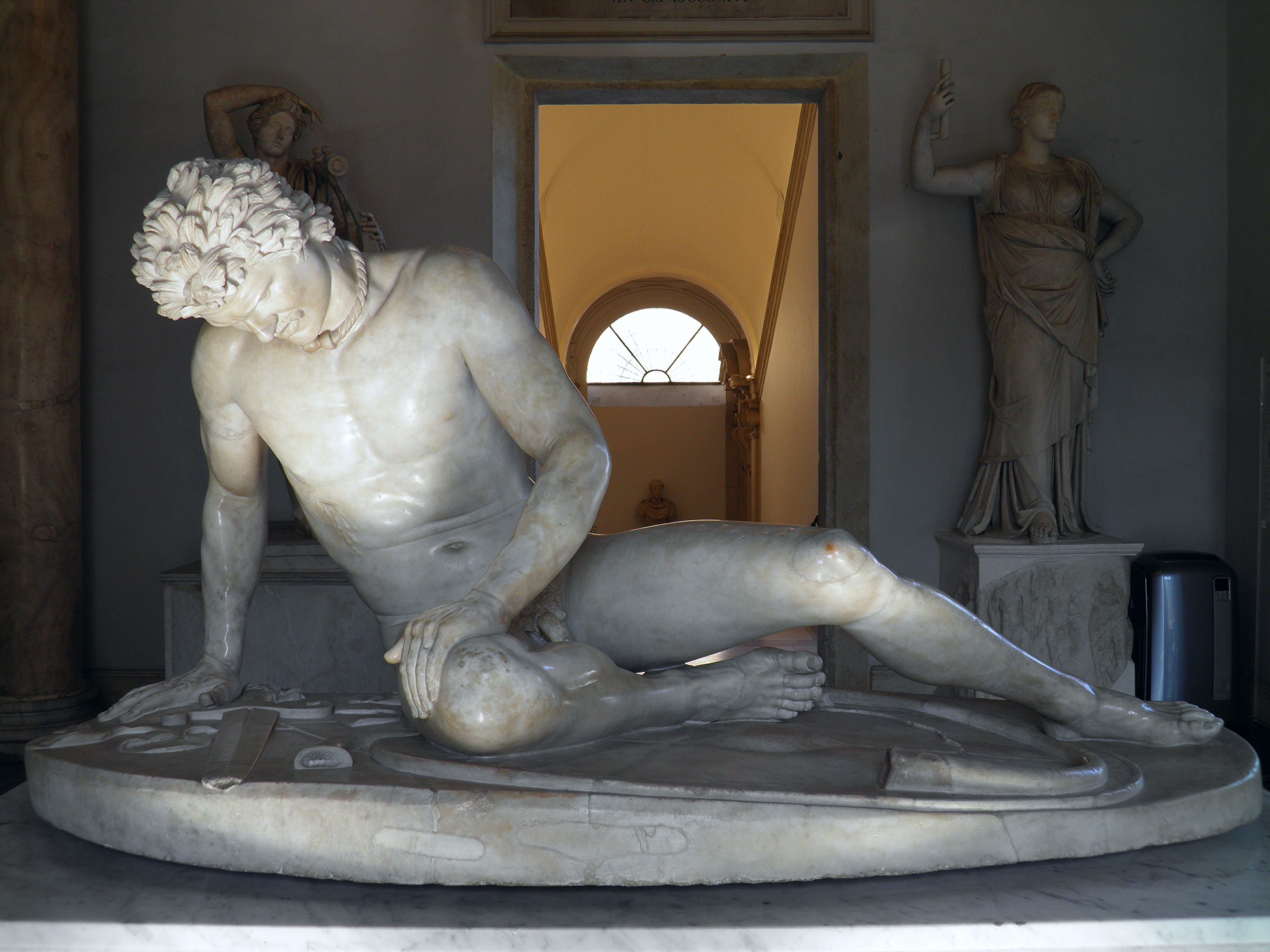
Döende gallern.
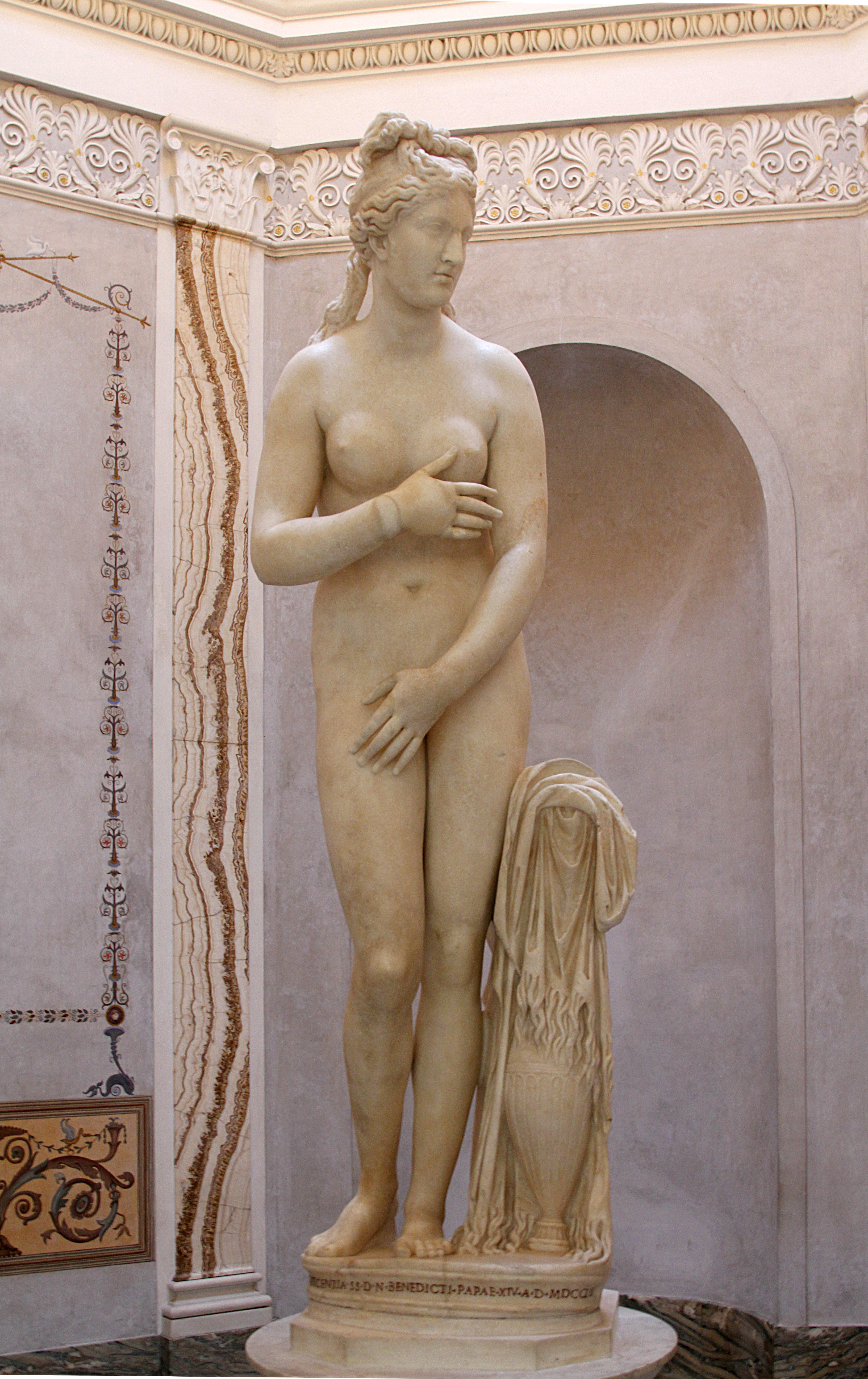
Kapitolinska Venus.
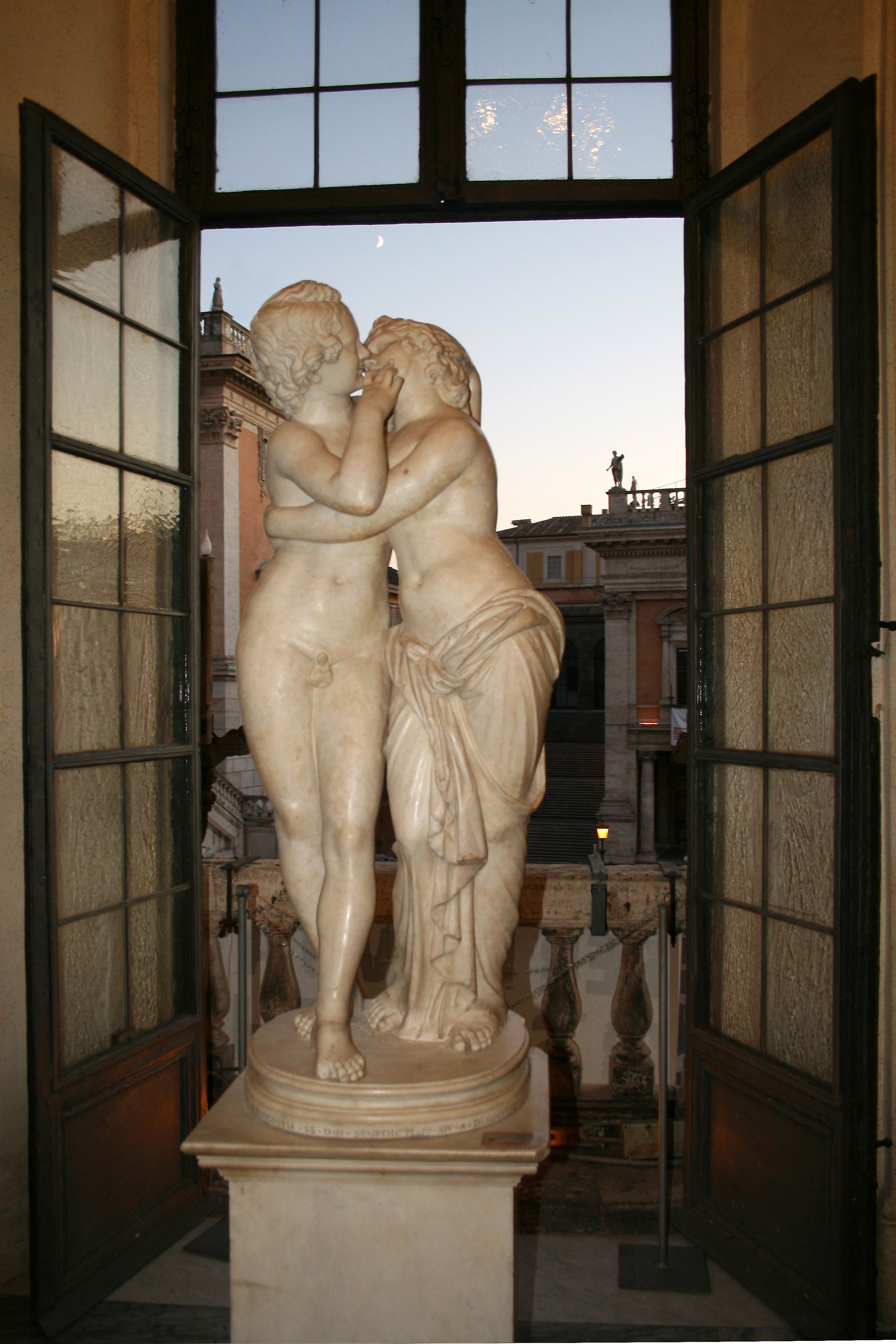
Amor och Psyke.